# Fasis
Fasis – starożytne miasto, kolonia Miletu założona w VI w. p.n.e. w czasie wielkiej kolonizacji na wybrzeżu Kolchidy przy ujściu Rioni, na Nizinie Kolchidzkiej. Fasis stanowiło port wyjściowy na szlaku prowadzącym znad Morza Kaspijskiego. Obecna nazwa miasta to Poti.